# Jianglang
Jianglang (kinesiska: 江郎, 江郎乡) är en socken i Kina. Den ligger i provinsen Zhejiang, i den östra delen av landet, omkring 250 kilometer sydväst om provinshuvudstaden Hangzhou.
Genomsnittlig årsnederbörd är 2 537 millimeter. Den regnigaste månaden är juni, med i genomsnitt 512 mm nederbörd, och den torraste är oktober, med 46 mm nederbörd.